# Lewis Wallace
Lewis „Lew” Wallace (ur. 10 kwietnia 1827 w Brookville, zm. 15 lutego 1905 w Crawfordsville) – amerykański pisarz, wojskowy, prawnik i dyplomata, znany głównie jako autor powieści Ben Hur.

## Życiorys
Był synem Davida i Esther Wallace’ów, potomków szkockich imigrantów. Jako żołnierz brał udział w wojnie amerykańsko-meksykańskiej w latach 1846–1848 oraz w wojnie secesyjnej. Bronił Waszyngtonu przed atakiem Konfederatów i zdobył dzięki temu stopień generała-majora. W latach 1878–1881 był gubernatorem Terytorium Nowego Meksyku. Jego żoną była poetka Susan Wallace.

## Twórczość
Po pobycie w Meksyku w roku 1873 napisał swoją pierwszą książkę, powieść The Fair God, traktującą o podboju Meksyku przez Korteza. Odniosła ona dość spory sukces, co skłoniło Wallace’a do napisania powieści Ben Hur. Z początku miała to być jedynie nowela o trzech mędrcach ze Wschodu, jednak po rozmowie z agnostykiem, Robertem Ingersollem postanowił rozbudować dzieło do rozmiarów powieści, w której obroniłby tezę o historyczności Jezusa i ukazał wartości wiary chrześcijańskiej. Książka ta zdobyła dużą popularność dzięki połączeniu elementów historycznych, przygodowych i religijnych.

## Główne dzieła
- Ben Hur, a Tale of the Christ (1880, liczne przekłady na języki obce, polski 1889–1890, II wydanie 1895, przeróbki sceniczne i filmowe),
- The Fair God (1873, na tle podania Azteków),
- Life of Benjamin Harrison (1888),
- Boyhood of Christ (1888),
- The Prince of India (1894),
- Autobiografia (1906).